# WTA Congoleum Classic 1974
Il WTA Congoleum Classic 1974 è stato un torneo di tennis giocato sul cemento. È stata la 1ª edizione del torneo, che fa parte del Virginia Slims Circuit 1974. Si è giocato a Mission Viejo negli Stati Uniti, dal 21 al 27 gennaio 1974.

## Campionesse

### Singolare
Chris Evert ha battuto in finale  Billie Jean King con il punteggio di 6–3, 6–1

### Doppio
Kerry Harris /  Lesley Hunt hanno battuto in finale  Chris Evert /  Billie Jean King con il punteggio di 7–5, 6–4